# Ingegerd Birgersdotter de Bjelbo
Ingegerd Birgersdotter de Bjelbo, (1180-1230), reine de Suède et de Finlande, épouse du roi Sverker II de Suède.

## Biographie
Inegegerd ou Ingeborg est la fille du puissant Jarl Birger Brosa et de son épouse la princesse royale norvégienne Brigida Haraldsdotter. Elle épouse vers 1200 Sverker le Jeune de la maison de Sverker qui est reconnu roi par l'aristocratie en 1196 après la mort d'Knut Eriksson de la maison d'Erik dans le cadre de l'alternance sur le trône entre des deux lignées royales. 
Après la défaite le 31 janvier 1208 lors de la bataille de Lena dans le Västergötland de son époux qui doit s'exiler au Danemark; elle tente en vain une médiation avec le parti  de son concurrent le prétendant Erik Knutsson sur la base d'un partage du royaume. Sverker II tente de reprendre son trône mais il est battu et tué le 17 juillet 1210 lors de la bataille de Gestilren, dans le Västergötland.
Elle donne naissance en 1201 au futur roi Johann Sverkersson qui accède à son tour au trône en 1216 après la mort Erik Knutsson .